# واسطة (مصطلح)
الواسطة أو واسطة هي كلمة عربية تُترجم بشكل فضفاض إلى ما يُشير عن المحسوبية أو محاباة الأقارب أو «النفوذ» أو «من تعرف؟». يشير المصطلح إلى استخدام معارف واتصالات الفرد و/أو نفوذه لإنجاز المهام، بما في ذلك المعاملات الحكومية مثل التجديد السريع لجواز السفر، والتسهيل في معاملات رخصة القيادة، والتنازل عن الغرامات المرورية، والتوظيف أو الترقية في وظيفة.
بِعبارةٍ أُخرى، يرقى الأمر إلى الحصول على شيء من خلال المحسوبية بدلاً من الجدارة. في مصر يُستخدم مصطلح «كوسا» في اللغة المصرية العامية للدلالة على الواسطة. تتداخل الكلمة الإنجليزية "Cronyism"، والتي تعني محاباة الأصدقاء بالعربية، في المعنى ولكنها ليست نفسها تمامًا. الكلمات المتكافئة تقريبًا في اللغات الأخرى تشمل "sociolismo" في كوبا؛ "blat" في روسيا؛ "guanxi" باللغة الصينية و"Vetternwirtschaft" باللغة الألمانية؛ و"protektzia" في العامية الإسرائيلية؛ و"un pituto" بالإسبانية التشيلية؛ وفي البرازيلية البرتغالية يشار إليها باسم "pistolão" أو "QI" من إختصار Quem Indica أو في العامية "peixada"؛ و"Pidi Padu" باللغة المالايالامية، و"arka" أو"destek" بالتركية، و"plecy" باللغة البولندية، و"štela" باللغة البوسنية.

## أصل الكلمة
كلمة واسطة مشتقة من اللغة العربية الحديثة «واسِطَة» والتي يمكن أن تعني الوسيط، لكن في الكلمة مستخدمة بطريقة غير قانونية وهي عن الاتصال الشخصي المستخدم لاكتساب شيء ما.
علاوة على ذلك، نادرًا ما تطبق الشركات في العالم العربي سياسة «عدم المحسوبية»، لذلك يمكن للمرء غالبًا العثور على قوة عاملة مع الأصدقاء والأصدقاء الأقارب الذين قد يكونوا مؤهلين أو غير مؤهلين. يحدث هذا في كل من القطاعين العام والخاص.
في العديد من الدول العربية، مثل عُمان، والعراق، ولبنان، والكويت، والإمارات، ومصر، والمملكة العربية السعودية، وسوريا. وخاصة الأردن، تؤثر الواسطة على قرارات التوظيف والترقية. لا يقتصر هذا على المواطنين العرب ولكن يمارسه أيضًا المغتربون الذين يستخدمون اتصالاتهم كواسطة.
فيما يتعلق بالتوظيف، يبدو أن هناك تحركًا بعيدًا عن هذه الواسطة، خاصة في حالة الشركات متعددة الجنسيات والشركات المهنية. ومع ذلك، لا تزال الواسطة مستخدمة على نطاق واسع في المنطقة العربية.

## فهرس
- Regulation, Trust, and Cronyism in Middle Eastern Societies: The Simple Economics of 'Wasta'. (2011) Andy H. Barnett, Bruce Yandle, George Naufal, School of Business and Management-الجامعة الأمريكية في الشارقة، Department of Economics- جامعة كليمسون، School of Business and Management- American University of Sharjah.
- Hutchings, K. & Weir, D. (2006). "Guanxi and Wasta: A comparison". Thunderbird International Business Review, 48(1), 141-156
- Izraeli, D. (1997). "Business Ethics in the Middle East". Journal of Business Ethics, 16(14), 1555-1560, دُوِي:10.1023/A:1005863031132
- Kocherlakota, N. R. (1996). Money is Memory. Federal Reserve Bank of Minneapolis, Research Department Staff Report 218, 1-37